# Стрітення
Стрі́тення Госпо́днє, також Стрітення (грец. συνάντησις «зустріч»), Принесення до Храму (грец. Ἡ Ὑπαπαντὴ τοῦ Κυρίου, лат. Praesentatio Domini, «представлення Господа») — християнське свято в пам'ять про принесення до Єрусалимського храму немовляти Ісуса Христа його батьками відбулося на 40-й день після Різдва і на 32-й день після Обрізання Христового, яке відзначається 2 лютого. У Єрусалимському храмі Святе сімейство зустрів Симеон Богоприємець. Стрітення також є кінцем Богоявленських святок у багатьох країнах.

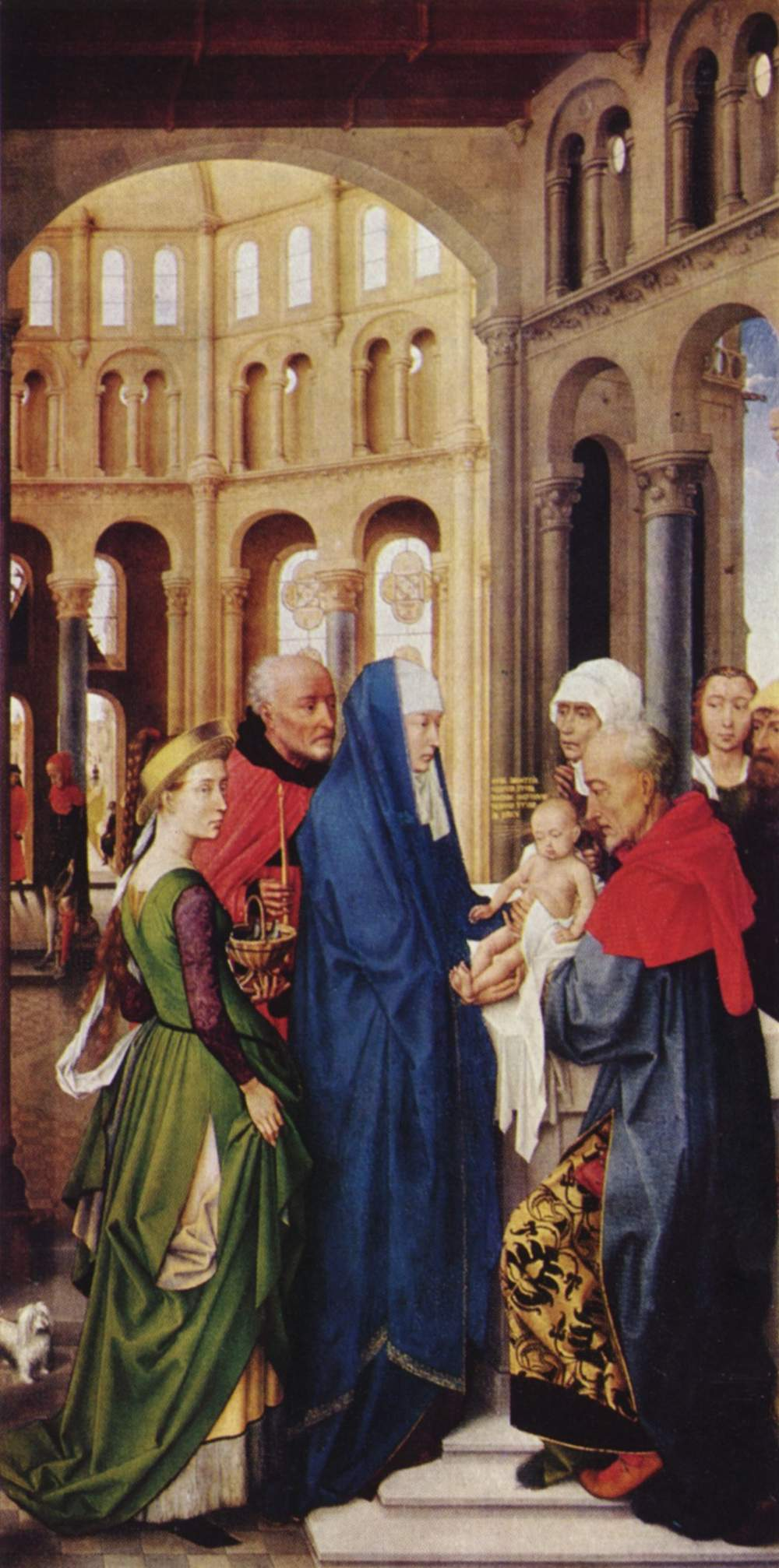
«Стрітення», Рогір ван дер Вейден

## Першоісторія свята
Стрітення відзначають на 40-й день після дня народження Ісуса Христа. Георгій Амартол (IX ст.) Писав про те, що Стрітення Господнє стало святкуватися в числі Господніх свят при імператорі Юстиніані, в 527–565 рр.
Відзначають його в пам'ять про те, як Марія принесла до Єрусалимського храму Ісуса Христа на 40-й день після Його народження. Закон описаний у Старому Заповіті постановляв, що жінка, яка народила хлопчика, 40 днів (а дівчинку — 80 днів), була ритуально нечистою. Після проходження цього часу для очищення кожна мати мала принести до святині однорічне ягня на цілопальну жертву як знак визнання над собою найвищої Божої влади і подяки, та голуба чи горлицю — як жертву очищення від гріхів. Коли ж жінка буде бідна, і неспроможна придбати ягня, то принесе вона лише дві горлиці. Після цього жінка вважалась очищеною (Лев. 12:1–8). Згідно з цим Законом, з часу визволення євреїв із єгипетського полону, також кожне перше немовля чоловічої статі належало Богові і його треба було приносити до храму на 40-й день після народження. Марія, в покорі, виконує припис Закону приносить у жертву дві горлиці (Лк. 2:23–24).
Коли Марія разом з Йосифом принесла Ісуса до храму, їх зустрів там сивий старий Симеон, який чекав зустрічі з Господом вже багато років. Згідно з Євангелієм від Луки, Симеон був праведником і від Духа Святого був звіщений, що він зможе вмерти лише тоді, як побачить Ісуса Христа. Те й здійснилося — Симеон міг одержати тепер вічний спокій. Перед смертю старець Симеон сповістив, що Немовля, яке йому нарешті судилося побачити, вийде «на служіння спасіння людей».

| І Дух у храм припровадив його. І як внесли Дитину Ісуса батьки, щоб за Нього вчинити звичаєм законним, тоді взяв він на руки Його, хвалу Богу віддав та й промовив: Нині відпускаєш раба Свого, Владико, за словом Твоїм із миром, бо побачили очі мої Спасіння Твоє, яке Ти приготував перед всіма народами, Світло на просвіту поганам і на славу народу Твого Ізраїля! (Лк. 2:27–32) |
Другою особою, що зустріла Ісуса в храмі була пророчиця Анна, про що також свідчить Євангеліє від Луки:

| Була й Анна пророчиця, дочка Фануїлова з племени Асирового, вона дожила до глибокої старості, проживши з мужем сім років від свого дівоцтва, удова років вісімдесяти й чотирьох, що не відлучалась від храму, служачи Богові вдень і вночі постами й молитвами. І години тієї вона надійшла, Бога славила та говорила про Нього всім, хто визволення Єрусалиму чекав. (Лк. 2:35–38) |
Звершивши все згідно з законом Господнім, Марія і Йосиф повернулися до Назарету в Галілею (Лк. 2:39).

## Богословський аспект
Свято Господнього Стрітення започатковано в Єрусалимі в другій половині IV ст. Першу згадку про нього подає паломниця С. Етерія у своєму щоденнику, де називає його «40 днем після Богоявлення». Його святкування описує так: «Сороковий день після Богоявлення святкується дійсно з найбільшою урочистістю. Цього дня йде процесія до храму Воскресіння, де всі збираються на Літургію. Правиться за приписаним порядком з найбільшою урочистістю, наче на Пасху. Усі священники проповідують і також єпископ. Усі вони пояснюють текст Євангелія, де говориться, що 40 дня Йосиф і Марія принесли Господа до храму» (Гл. 26). З Єрусалима свято поширилось на весь Схід, але лише в VI ст. за цісаря Юстиніяна (527—565) воно набирає особливого значення. Цісар Юстиніян наказав уважати Господнє Стрітення за великие свято та святкувати його в цілому цісарстві. Через це в богослужіннях цього свята Церква кілька разів молиться за імператора.
Свято Стрітення на Заході первісно було Господнім і лише набагато пізніше стало вважатися Богородичним та називатися святом Очищення Пречистої Діви Марії, або Пожертвування Ісуса у святині. Нові приписи латинської церкви з Другого Ватиканського собору знову поставили Стрітення серед Господських празників. У Східній церкві Стрітення належить до Богородичних свят і подекуди має також назву Стрітення Пресвятої Богородиці.

## Народно-побутові вірування
2 лютого відбувається Стрітення — Зима зустрічається з Літом. У цей день співаються язичницькі пісні-замовляння на тепло та добре літо, відбуваються гадання: «Доленько, Доле, дай мені збіжжя, теплу одежу ще й силу ведмежу». Період від Стрітення (зустрічі зими з літом) до Благовіщення вважався біологічною межею зимоборства.
Освячення вогню трансформувалося з прийняттям християнства у освячення свічок, які називали громничними. Освячували їх у церкві після освячення води, там же запалювали і несли до хати.
Протягом року зберігали такі свічки на покуті, або ж вплітали у дідухи. Такі свічки, за повір'ями, мають виняткову силу і оберігають оселю від бурі, зливи чи смерчу, ниву — від бурелому чи граду, а членів родини — від «злого ока» та хвороб. Коли приходять із церкви в день Стрітення, запалюють «громничну» свічку — «щоби весняна повінь не пошкодила посіви і щоби мороз дерева не побив». Від «громничної» свічки і саме свято Стрітення називалось колись ще й «Громниця».
В давнину вважали, що «Як капає зі стріх, так капатиме й з вуликів», а якщо на Стрітення є відлига, то знову треба чекати на холоди і пізню весну.
Запалювали громничну свічку у таких випадках:
- коли над оселею гуляє страшна негода;
- коли виникали труднощі при пологах;
- коли у селі пожежа, або катаклізм;
- коли людину схопить «чорна хвороба» (епілепсія);
- як людина помирала, запалювали свічку, аби спокійніше перейти їй у світ інший.

Також у цей день святять воду. Стрітенську воду збирали з бурульок і додавали до звичайної води, за повір'ями — така вода цілюща і лікує від багатьох напастей:
- лікує рани і внутрішні захворювання;
- рятує від «злого ока», відьми, вовкулака, від «пристріту»;
- нею кропили вояків перед боєм та чумаків перед походом;
- пасічники окроплювали нею вулики на початку сезону;
- а господарі окроплювали худобу під час першого вигону на пасовище;
- окроплювали стайні та обори від відьом, щоб «не виссали з корови молока».

### Побутові традиції
У дохристиянських звичаях цей час Стрітення (Стрічення) здавна сприймається, як зустріч зими з літом. Казали, що «в цей день зима літо зустрічає, заморозити його хоче, та сама лиходійка від свого хотіння тільки потіє».
Селяни спостерігали цього дня чимало хліборобських прикмет:
- ясна і тиха погода віщує добрий урожай і роїння бджіл;
- вітер — погана ознака;
- відлига — чекай пізньої весни;
- як на Стрітення півень нап'ється води з калюжі, то жди ще стужі (як нап'ється півень води, то набереться господар біди).

У цей день ворожили, виставляючи тарілку з зерном на ніч надвір (якщо ранком роса — врожай, нема роси — погана ознака).
У церквах цього дня святять воду і свічки. Такі свічки називають стрітенськими, або у інших звичаях «громичними», бо їх ставили перед образами під час грози, щоб захистити людей і худобу від блискавки.
Коли приходять із церкви в день Стрітення, запалюють «громичну» свічку — «щоб весняна повінь не пошкодила посіви і щоб мороз дерева не побив». Від «громичної» свічки і саме свято Стрітення називалось колись ще й «Громиця».
Освячену цього дня у церкві воду використовували проти «пристріту». Нею кропили тварин і людей у найвідповідальніші моменти життя.

## Зауваження
1. ↑  Деякими православними церквами святкується 2 (15) лютого за юліанським календарем, зокрема Єрусалимською, Російською, Сербською, Грузинською, Польською і Македонською православними церквами.